# Good Luck My Way
"Good Luck My Way" é o trigésimo oitavo single da banda japonesa L'Arc~en~Ciel, lançado em 29 de junho de 2011. Foi usado como tema de encerramento de Fullmetal Alchemist: The Sacred Star of Milos. Foi lançado em três diferentes edições; a padrão, a limitada, que vinha com um DVD com o videoclipe de "Good Luck My Way", e a "Fullmetal Alchemist". Esta última versão contém: todas as músicas da banda que foram utilizadas na franquia, e um DVD com o videoclipe de "Good Luck My Way" na versão "Fullmetal Alchemist" e a versão dos cinemas e da TV de Fullmetal Alchemist: The Sacred Star of Milos. Não foi incluído em nenhum álbum de estúdio da banda.

## Recepção
Alcançou a quarta posição na Oricon e permaneceu por vinte semanas. Foi o 56° single mais vendido de 2011 no Japão de acordo com a parada.

## Faixas
Todas as letras escritas por Hyde. 
| N.º            | Título                                      | Música         | Duração |  |
| 1.             | "Good Luck My Way"                          | Tetsuya        | 4:05    |  |
| 2.             | "Metropolis 2011" (P'unk~en~Ciel)           | Ken            | 4:37    |  |
| 3.             | "Good Luck My Way" (Hydeless Version)       | Tetsuya        | 4:05    |  |
| 4.             | "Metropolis 2011" (T.E.Z P'unkless Version) | Ken            | 4:37    |  |
| Duração total: | Duração total:                              | Duração total: | 17:08   |  |

## Ficha técnica
- Hyde – vocais
- Ken – guitarra
- Tetsuya – baixo
- Yukihiro – bateria